# Araújo

Brasão de armas da família Araújo

Araújo, também encontrado nas grafias (de Araujo ou Araúxo )  (pronúncia em português: [ɐɾɐˈuʒu], pronúncia em galego: [aɾaˈuʃo]) é um sobrenome Galego e Português, de origem nobre medieval. Possivelmente o nobre Dom Rodrigo Anes de Araújo, senhor do Castelo de Araújo, na Galiza, foi o primeiro a utilizar o apelido de Araújo; e seu bisneto Pedro Anes de Araújo se passou para o Reino de Portugal, em torno de 1375, tendo sido o primeiro Araújo a se fixar em Portugal.

## História
O progenitor do sobrenome de Araújo provavelmente é Dom Rodrigo Annes, que foi senhor do Castelo e das terras de Araújo localizadas ao sul do Reino da Galiza, na província de Ourense, esse castelo ficava na fronteira entre o Reino da Galiza e o norte de Portugal, alguns apontam o cavaleiro Vasco de Araujo, como o primeiro a utilizar de fato esse sobrenome.
Segundo diversos historiadores, Dom Rodrigo Annes de Araújo, era descendente de membros das famílias reais do Reino de França e do Reino da Borgonha através de um nobre cavaleiro francês chamado Iohannes Tirante, também conhecido como Jean Tiranothe, ou João Tirante em português, este cavaleiro francês  juntamente com grande número de cavaleiros da França e da Borgonha, participaram das batalhas da Reconquista na Península Ibérica, ajudando a expulsar os mouros e defender os reinos cristãos, terra reconquistada eram doadas para os cavaleiros que participavam das batalhas, bem como outros privilégios reais.
A existência deste cavaleiro é comprovada através das atas de privilégios reais concedidos pelo rei Afonso VII, e seu filho onde é possível ver o nome Iohannes Tirante entre os nobres que receberam privilégios reais, seu nome também aparece em um pergaminho datado de 1139, no qual ele é mencionado juntamente com outros nobres envolvidos na reconstrução de uma Igreja ao sul da Galiza.  Iohannes Tirante seria filho de um nobre galego chamado Fernão Annes, com uma mulher francesa de origem nobre, descendente das casas reais da França e da Borgonha, provavelmente uma das filhas ou netas do Rei Filipe I de França, ou da Duquesa Hidegarda da Borgonha, ele se mudou para a Galiza depois de 1128, para ajudar seu pai que era um dos homens mais poderosos daquele reino; neste período ele alem de lutar contra os mouros, também teria ajudado o rei Afonso VII de Leão e Castela a defender os interesses galegos contra o príncipe Afonso Henriques, que tentava se proclamar rei de Portugal, é importante ressaltar que na época Portugal era um condado atrelado ao reino da Galiza.
No ano de 1139, segundo Alexandre de Herculano, Fernão Annes que era conhecido pelo titulo Princeps Limiae, por ser governador no sul da Galiza, teria defendido as terras de da Galiza contra os ataques de Afonso Henriques, isso se encaixa perfeitamente com o que dizem os cronistas, pois Iohannes Tirante  teria lutado nesta batalha, onde ele e seu pai juntamente com parentes e amigos seus, teriam derrotado Afonso Henriques.
Depois de algum tempo na Galiza, Iohannes Tirante se casou com uma mulher chamada Mayor Garces de Asa, filha do Conde Dom Garcia de Asa, a família de Asa era naquela época uma das mais poderosas do reino, descendentes de um dos Infantes do reino de Leon, o que ajuda a explicar as origens da família Araújo na casa de Asa, citada por alguns genealogistas. Do casamento com Dona Mayor  Garces de Asa, Iohannes Tiante teve pelo menos um filho chamado joão Annes, que foi Capitão de amas no reinado de Afonso VII, este João Annes por sua vez seria antepassado de Rodrigo Anes, senhor do castelo de Araujo.
Deste Rodrigo Annes descenderam os Araújos de Galiza, onde foram senhores de muitos lugares, não só lá mas também em Portugal, ao logo do tempo muitos membros desta família passaram para o reino de Portugal, onde se casaram com membros da alta nobreza, dando origem a vários ramos da família de Araújo, que passou a ser uma das famílias nobres do reino de Portugal, durante a colonização vieram alguns membros da casa de Araujo para o Brasil, principalmente para Pernambuco, que na época era a Capitania mais rica e prospera do Brasil, naquela capitania de Pernambuco os membros da família de Araujo estão presentes desde o século XVI, tendo ido para lá convidados por Dom Duarte Coelho, o primeiro Governador daquela capitania que ao se tornar donatário de Pernambuco,decidiu levar para sua Capitania alguns membros da nobreza Portuguesa, levando assim alguns da casa de Araújo, ao se fixar em Pernambuco esta família se tornou uma das mais poderosas e se ramificou em vários ramos diferentes.
O Marques de Olinda que governou o Brasil durante a menoridade do Imperador Dom Pedro II, era um dos vários membro da casa de Araujo, alem deles temos Araujos atuando em diversas funções e cargos na administração tanto no reino de Portugal quanto no Brasil.

## Homenagens
O Bispo de Malaca, D. João Ribeiro Gaio, dedicou aos "Araújos", esta quintilha:
Através de Bitorinho
tem sepulcros já gastados
Araújos afamados
na terra que rega o Minho,
antigos, abalisados.
Manuel de Sousa da Silva escreveu a seguinte:
Lá de Lobios de Galliza
Vieram para Lindoso
Os de gremio valoroso
de Araújo por guiza
Que foi cá mui poderoso..

## Armas
- As armas usadas em Portugal, são: de prata, com aspa de azul carregada de cinco besantes de ouro, postos em aspa. Timbre: meio mouro, sem braços, vestido de azul e fotado de ouro ou a aspa do escudo. Os Araújos, alcaides-mores de Lindoso, usaram talvez armas diversas, semelhantes às dos Veloso.

## Grandes Araújos

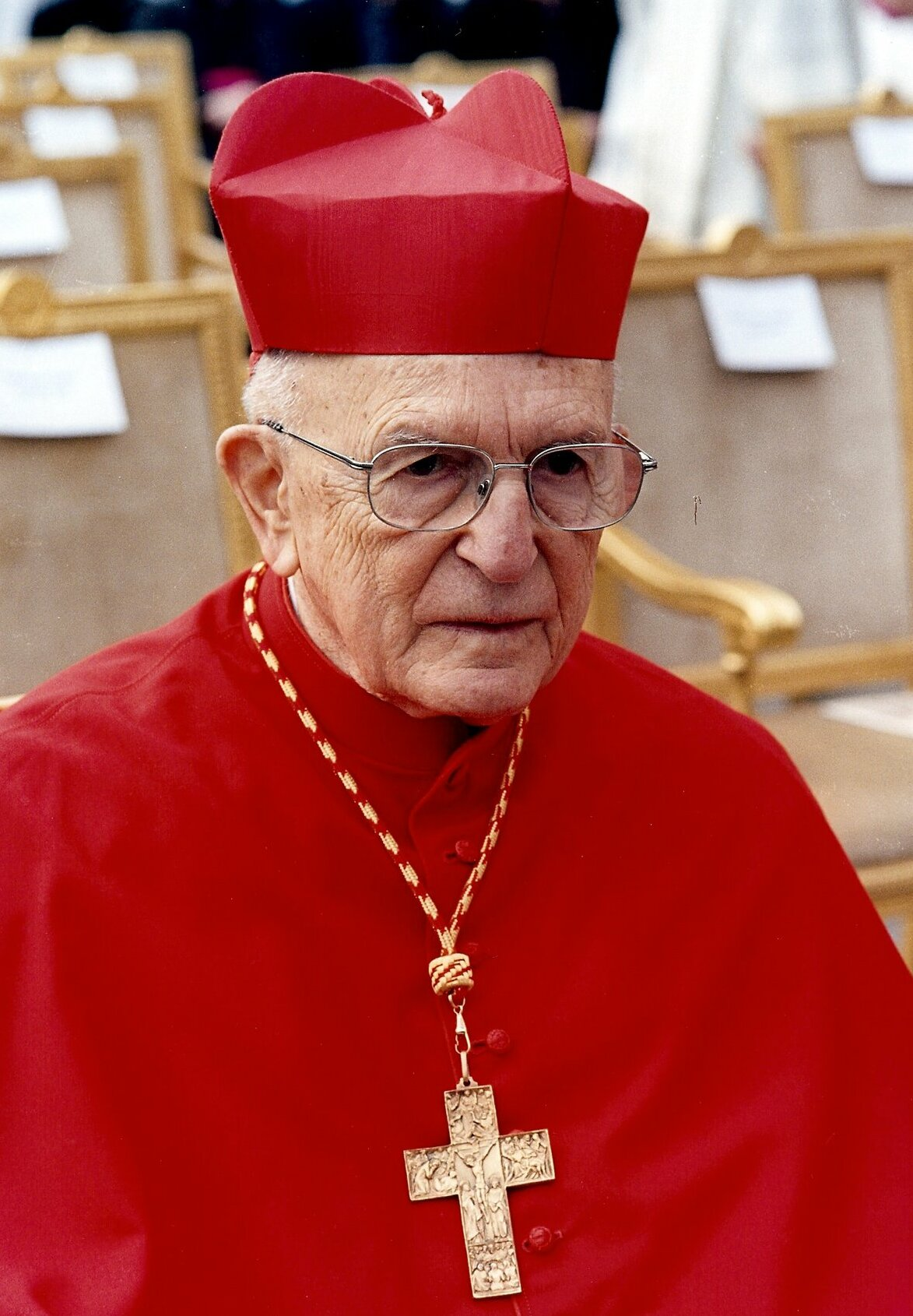
Dom Eugênio de Araújo.
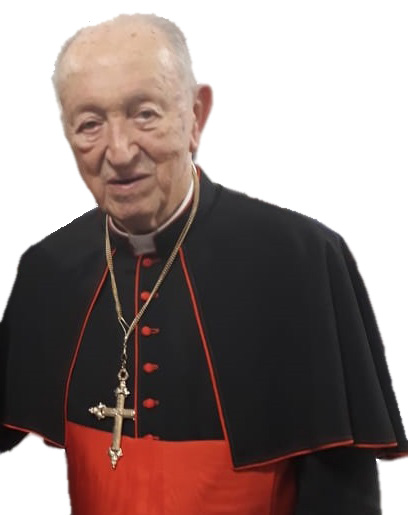
Dom Serafim Fernandes de Araújo.
Cristiano Araújo.
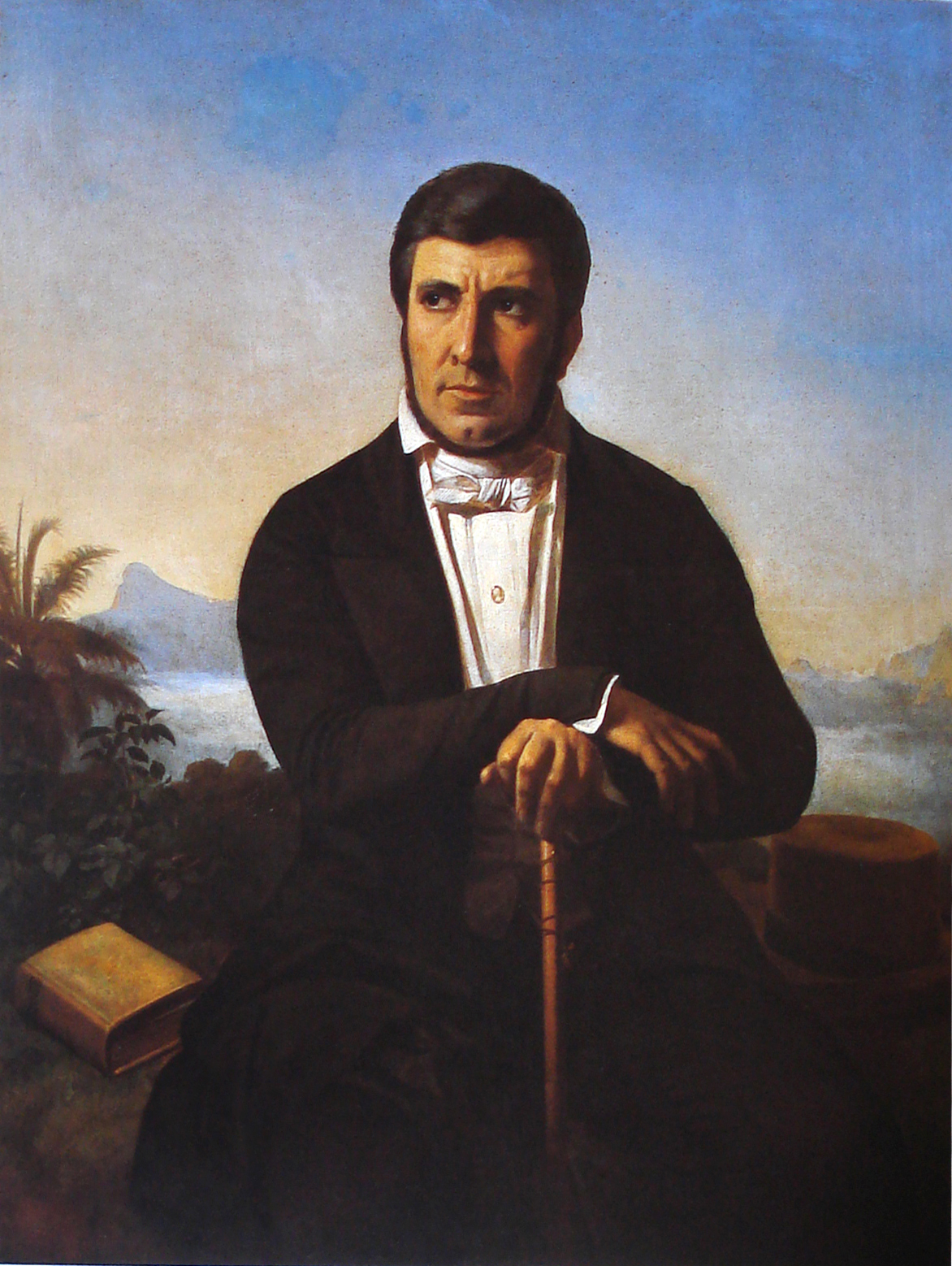
Barão de Santo Ângelo.
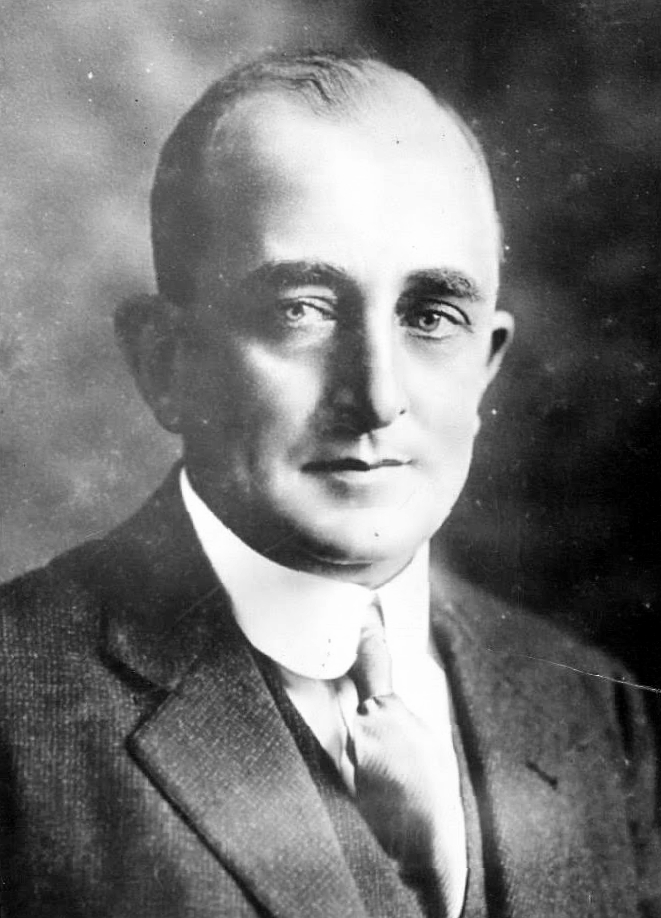
Arturo Araujo
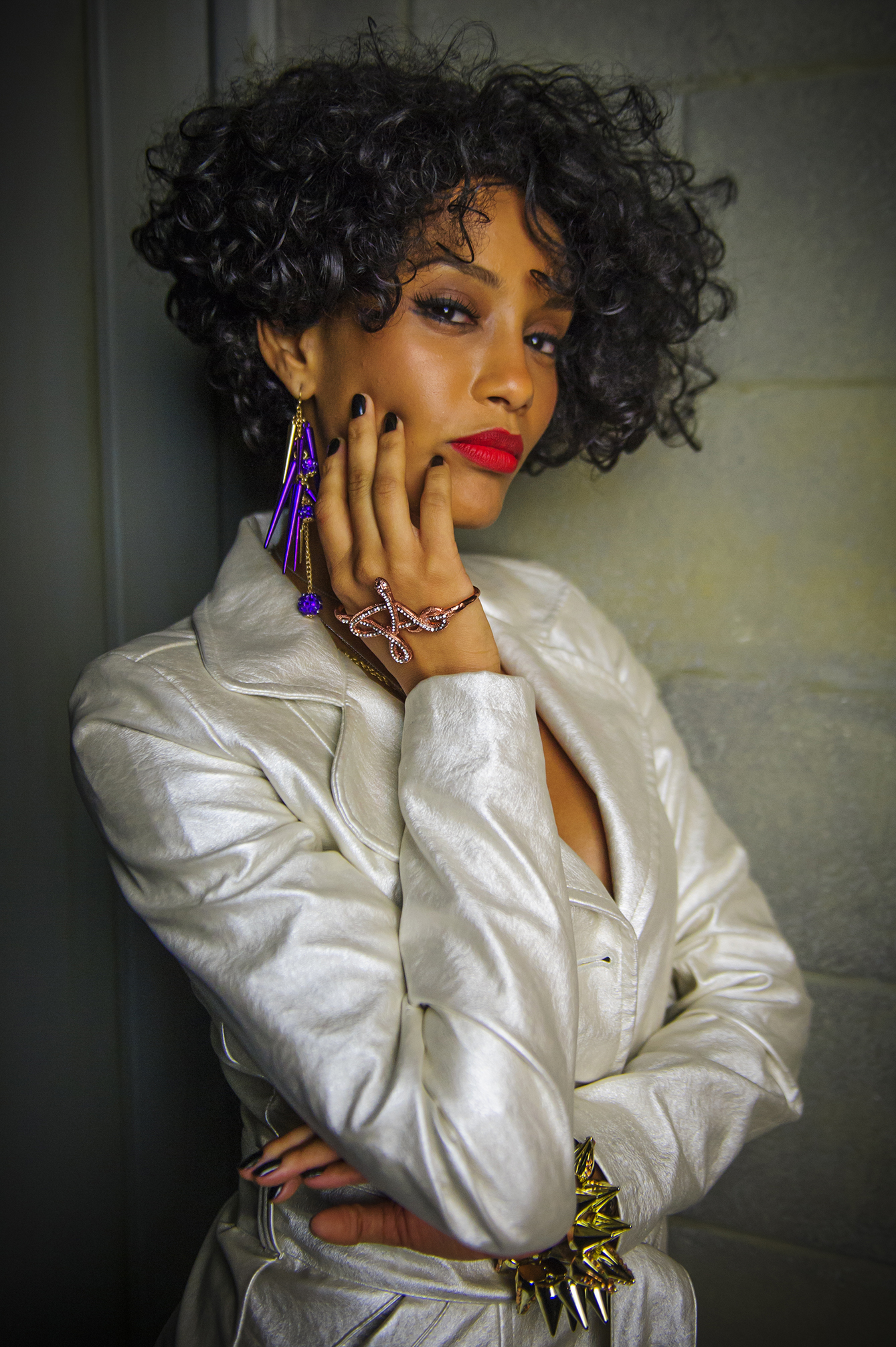
Taís Araújo.
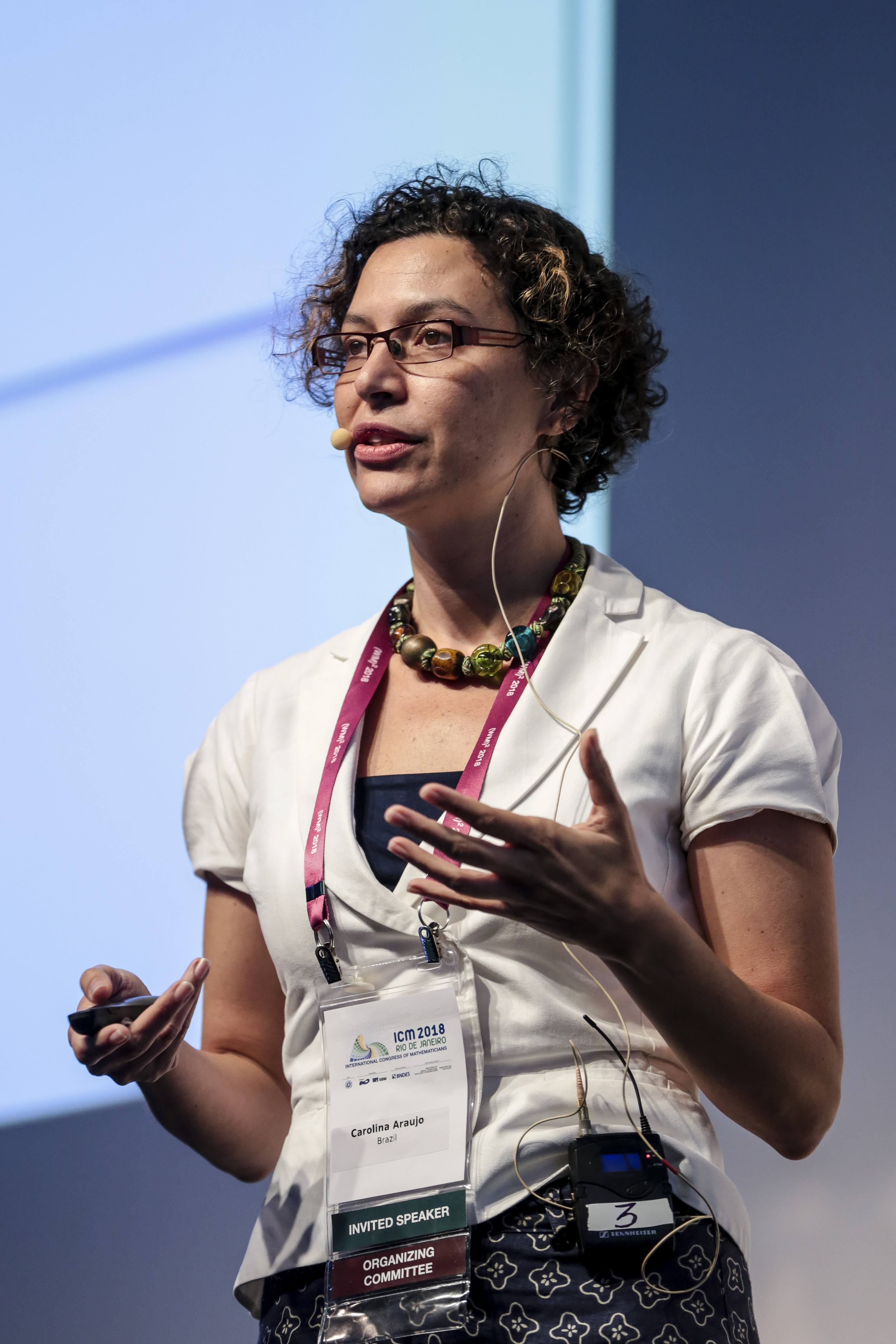
Carolina Bhering de Araújo.
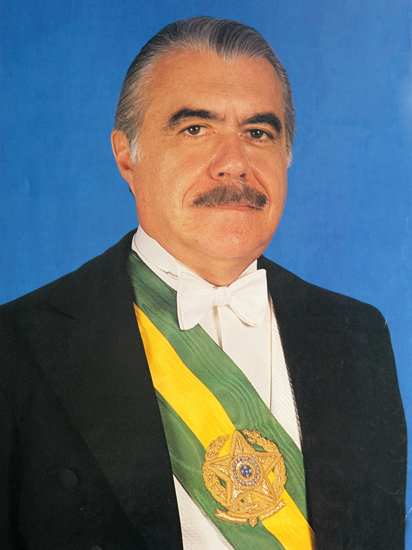
José Sarney.
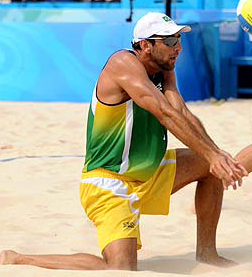
Márcio Araújo.
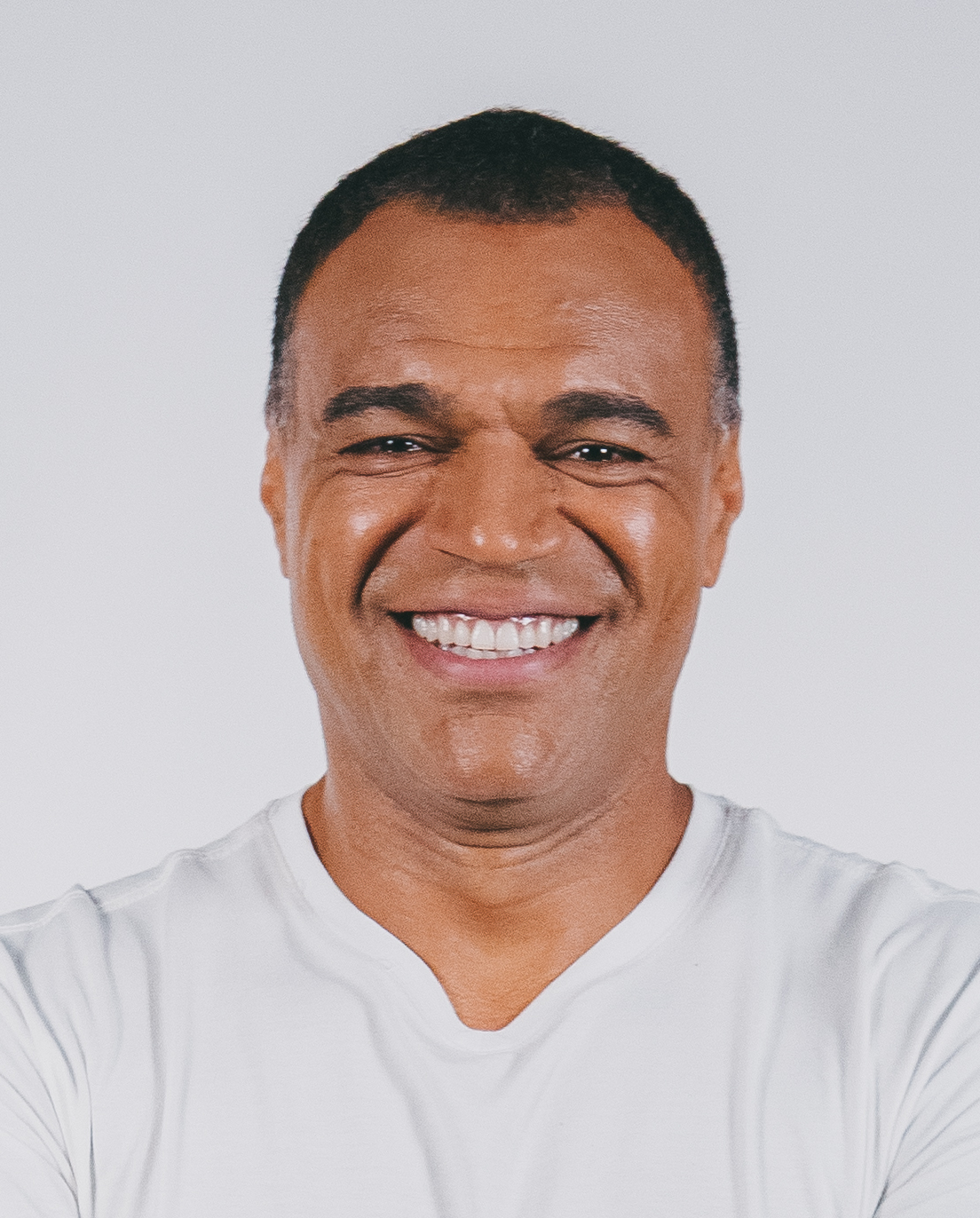
Denílson.
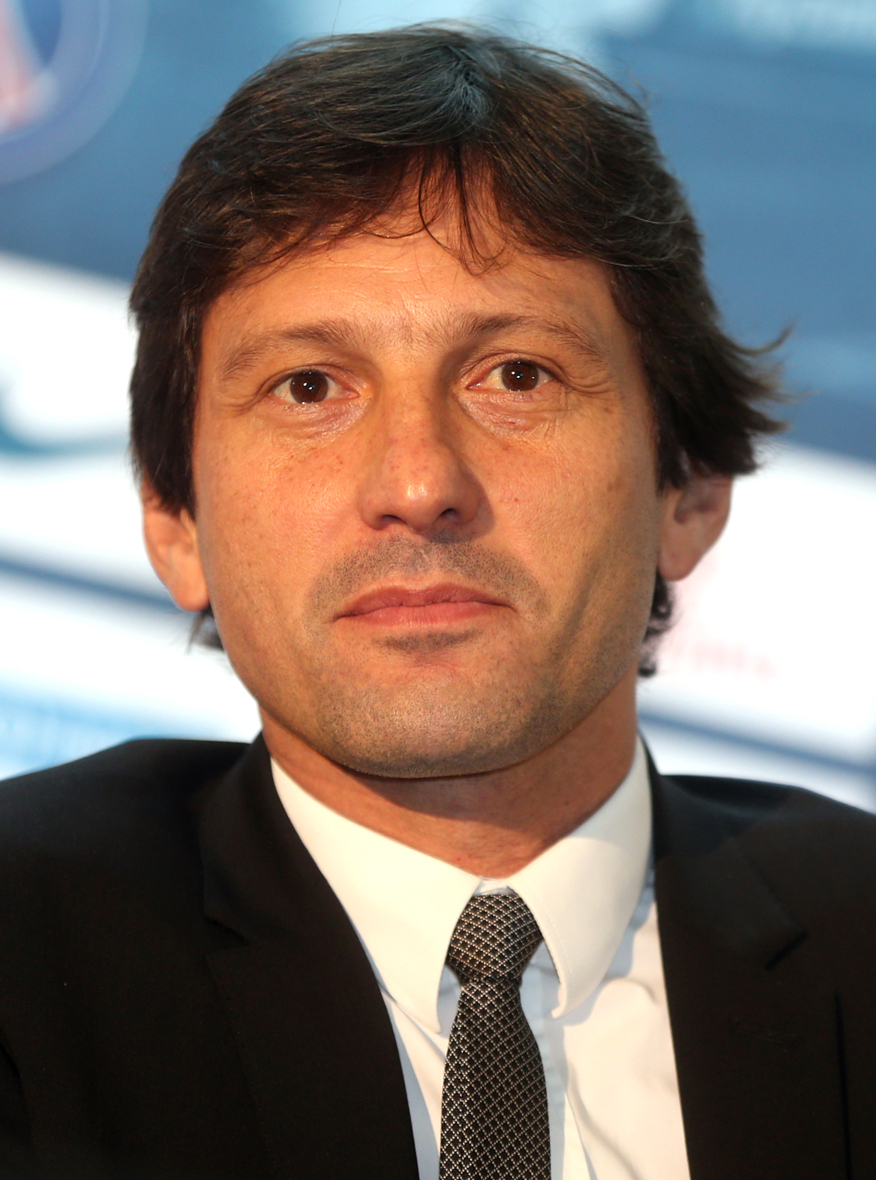
Leonardo.
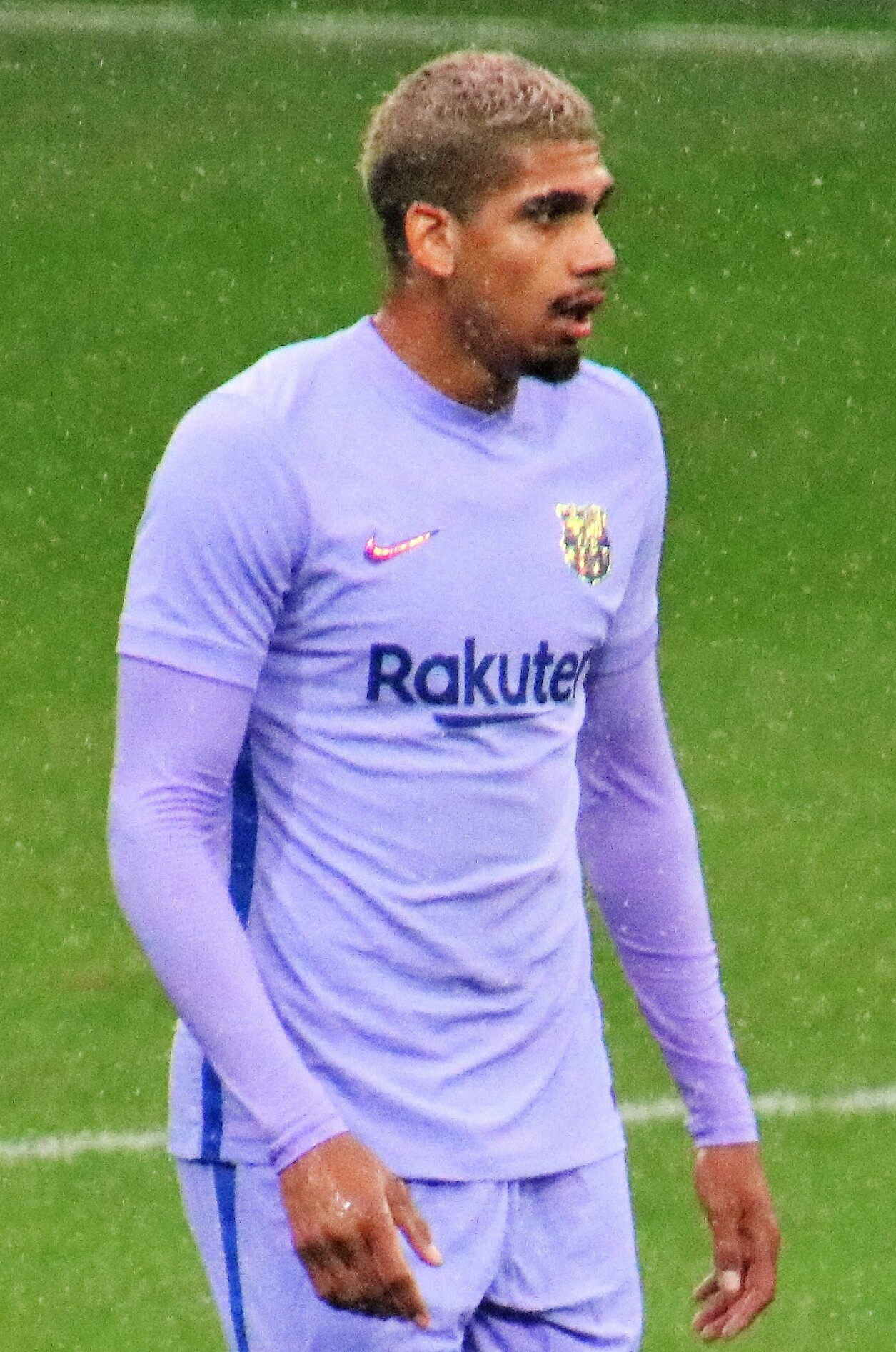
Ronald Araújo.
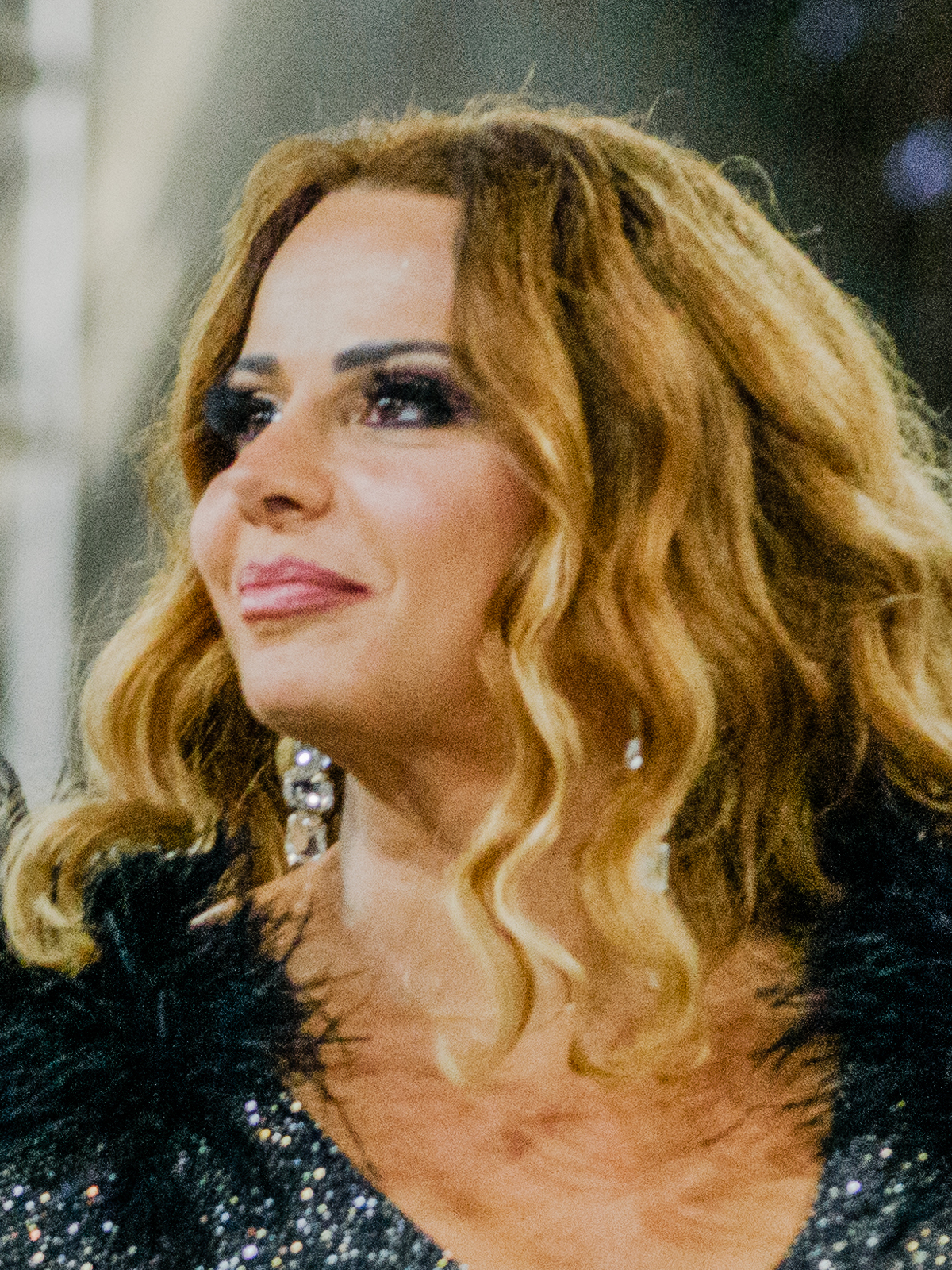
Viviane Araújo.
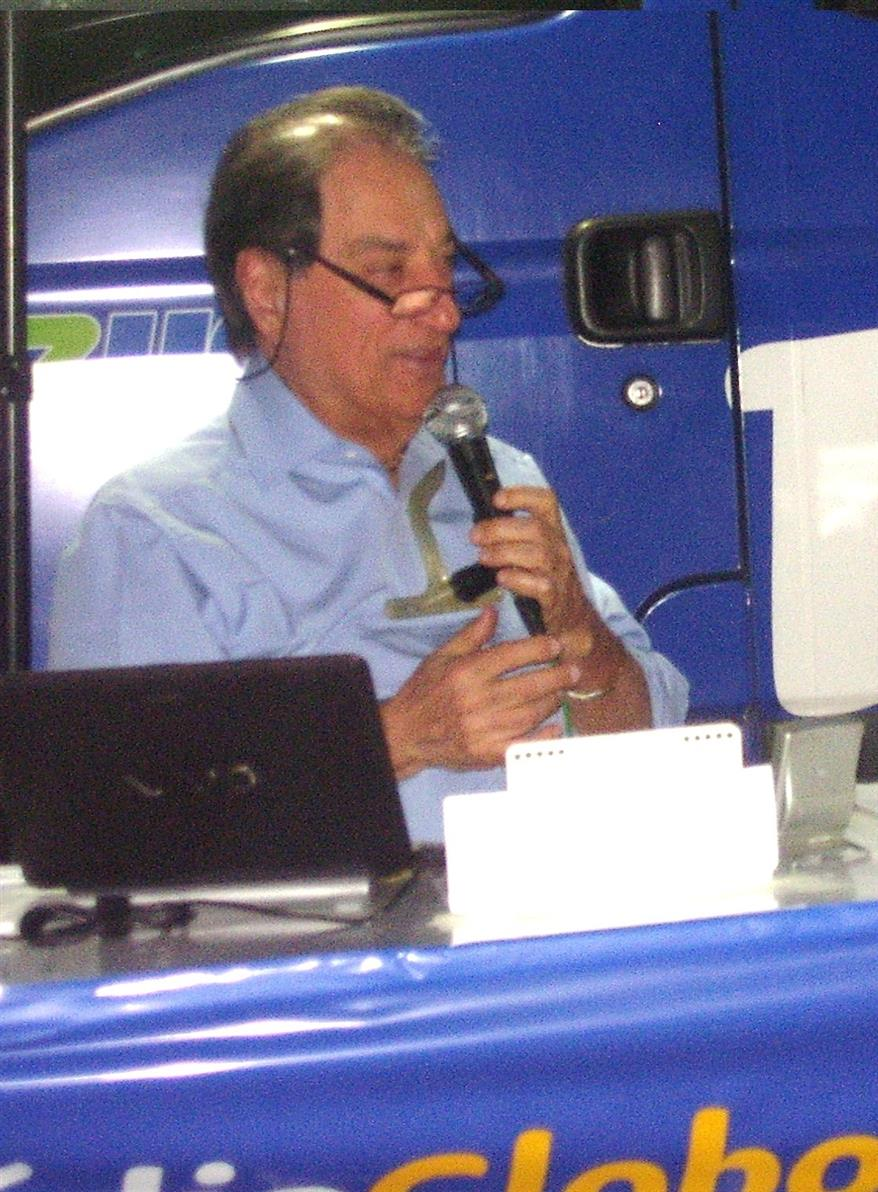
José Carlos Araújo.
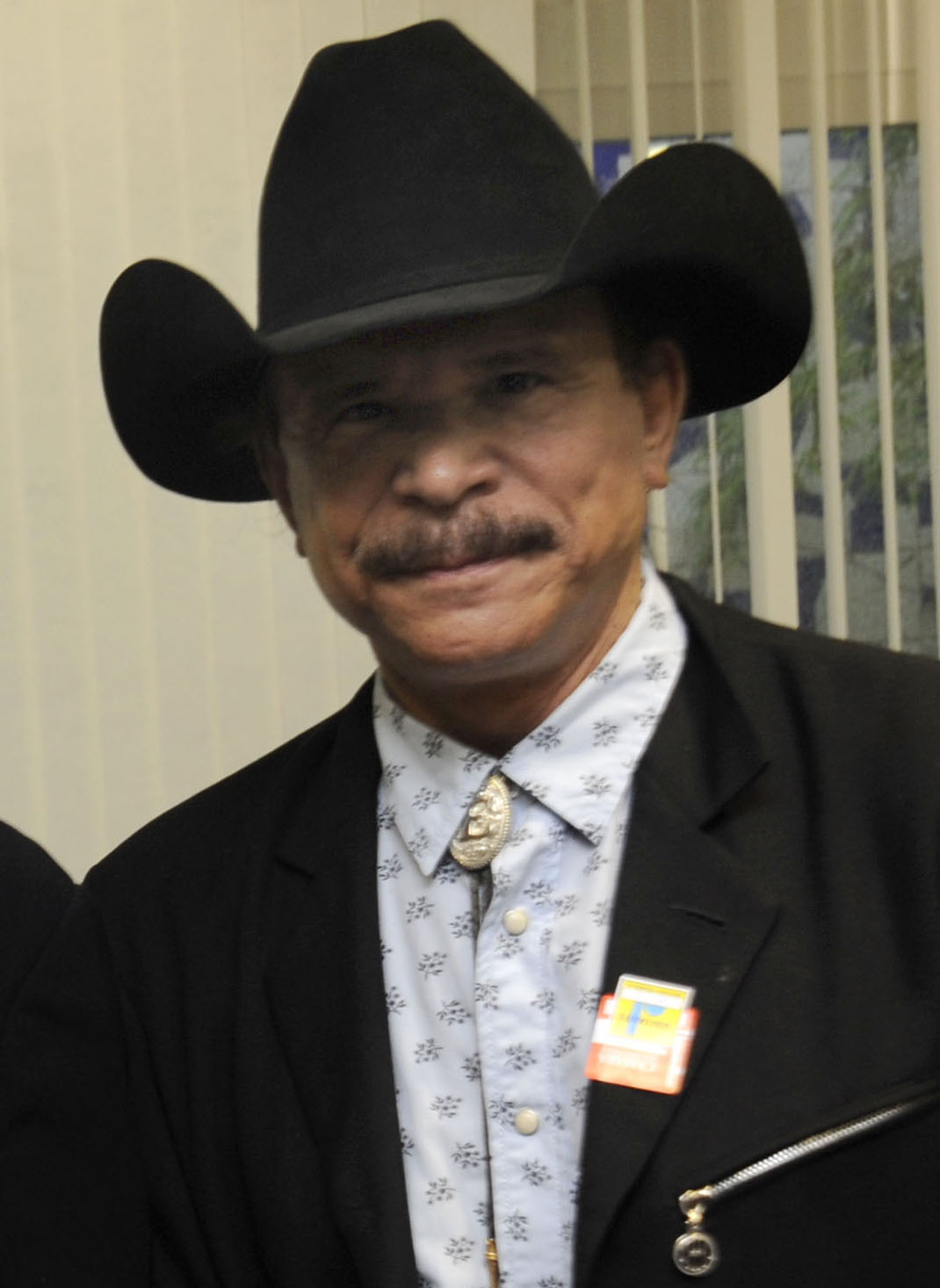
Eduardo Araújo.
Sylvinha Araújo.
João Araújo.
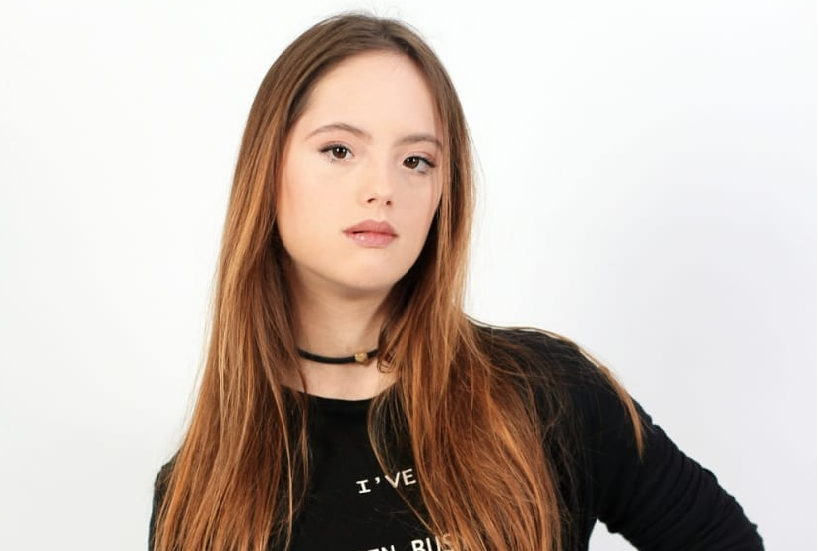
Maju de Araújo.